# Fin de semana al desnudo
Fin de semana al desnudo es una comedia española estrenada en 1974, rodada en Puerto Banús y en Estepona, provincia de Málaga. La película es un remake de Operación Secretaria de 1966, ambas películas fueron dirigidas por Mariano Ozores.

## Argumento
Angustias (Lina Morgan) camarera de un hotel llamado "La pequeña Andalucía" anda loca buscando una compañera que le cambie el turno de noche, pues tiene reservada una habitación un tal Rodolfo Cisneros (Alfredo Landa) un multimillonario playboy del que está enamorada, Angustias no gana para sorpresas al ver que en el recién estrenado hotel sólo hay tres parejas y ella sola de servicio. 
Las complicaciones llegan cuando ve que Rodolfo no ha venido solo si no con su secretaria (Haydée Balza), a la que ha llevado allí para seducirla cuando ésta accedió únicamente para comprometerlo ante un notario, porque de esa manera se casaría con ella y así se beneficiaría de la fortuna de su jefe. Angustias se entera del plan gracias a una escucha telefónica, y a partir de entonces hará todo lo posible para que no se queden solos en la habitación. 
Por otra parte Carlos (Máximo Valverde), un chulo guaperas, está pasando un fin de semana allí con Lucia (Helga Liné) una viuda adinerada. Este y la otra pareja (interpretada por Antonio Ozores y Toco Gómez) están conchabados para robarle las joyas a la viuda. Las cosas se complican todavía más gracias a todo un cúmulo de errores de organización (la habitación que debían ocupar los ladrones se la adjudicaron a Rodolfo y su secretaria porque los ladrones llegaron tarde a la cita, siendo como era la contigua a la de la viuda y cuando pensaban dar el cambiazo de las joyas por otras falsas, a través de la ventana del servicio) y al hecho de que Lucia se enterara de los planes del robo, pues entre las joyas falsas había un reloj repetido que ella aún llevaba. La cosa acaba con el presunto asesinato de la viuda al pedirle ésta las explicaciones oportunas a Carlos del por qué de esa situación. 
Testigo de ello, Angustias se encierra en la habitación de Rodolfo, a la espera de que pase la noche y poder avisar a la Guardia Civil y así también desbaratar los planes de conquista de Rodolfo con su secretaria.
Carlos y su grupo intentarán matar a Angustias, Rodolfo y su secretaria, pensando que estos dos últimos se habían quedado con las joyas cuando en realidad las habían tirado por el desagüe de su cuarto de baño.

## Reparto
- Lina Morgan como Angustias
- Alfredo Landa como Rodolfo
- Máximo Valverde como Carlos
- Antonio Ozores como Guadalupe
- Haydée Balza (Haidee Balza) como Octavia
- Toco Gómez como Aniceto
- Helga Liné como Lucía
- África Pratt como Laura
- Eduardo Calvo como Notario
- Francisco Camoiras como Portero
- Antonio Padilla
- Anne Marie Rosier
- Lali Romay
- Laly Soldevila como Mariquita